# Bielefelder Carnival der Kulturen

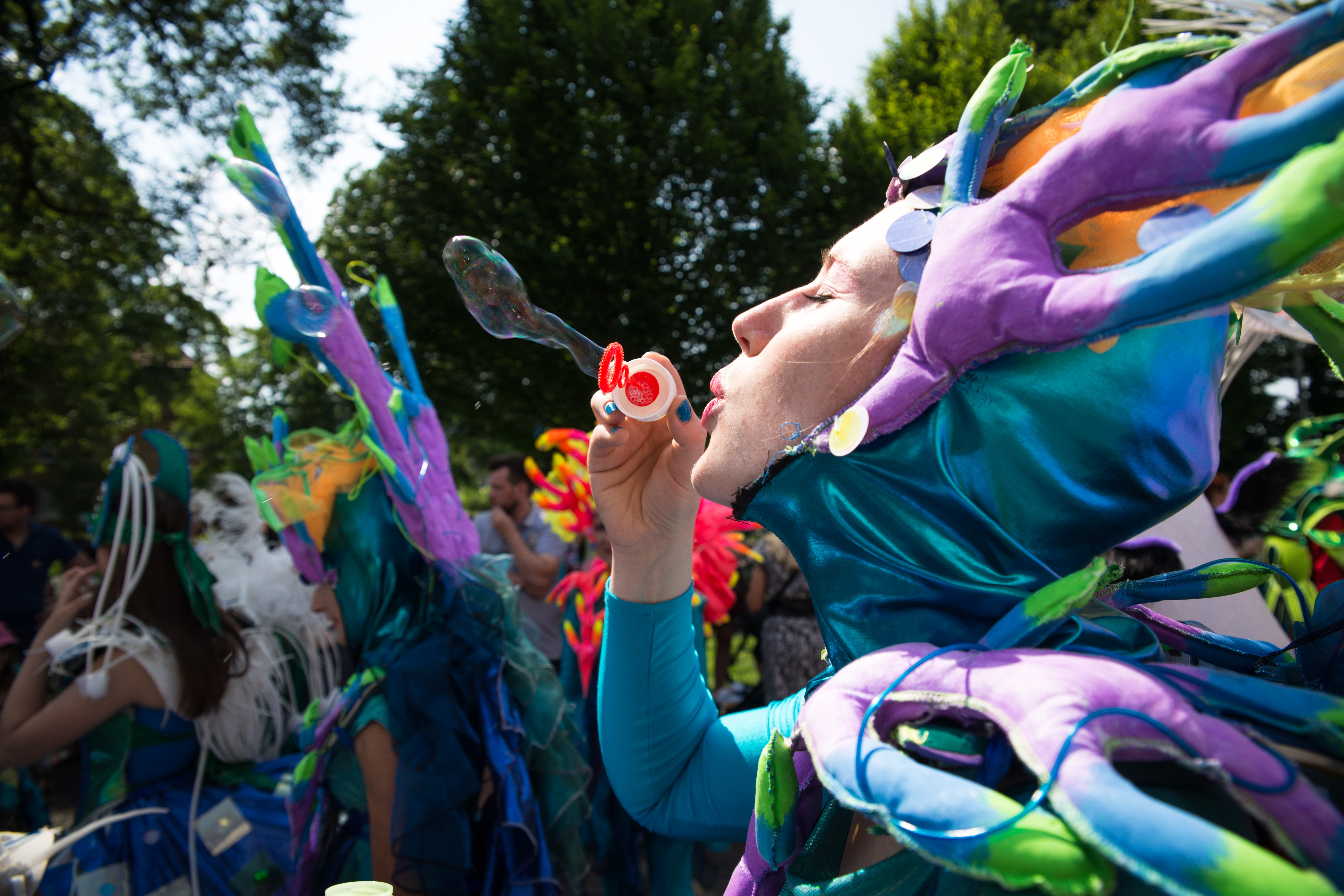
Bielefelder Carnival der Kulturen

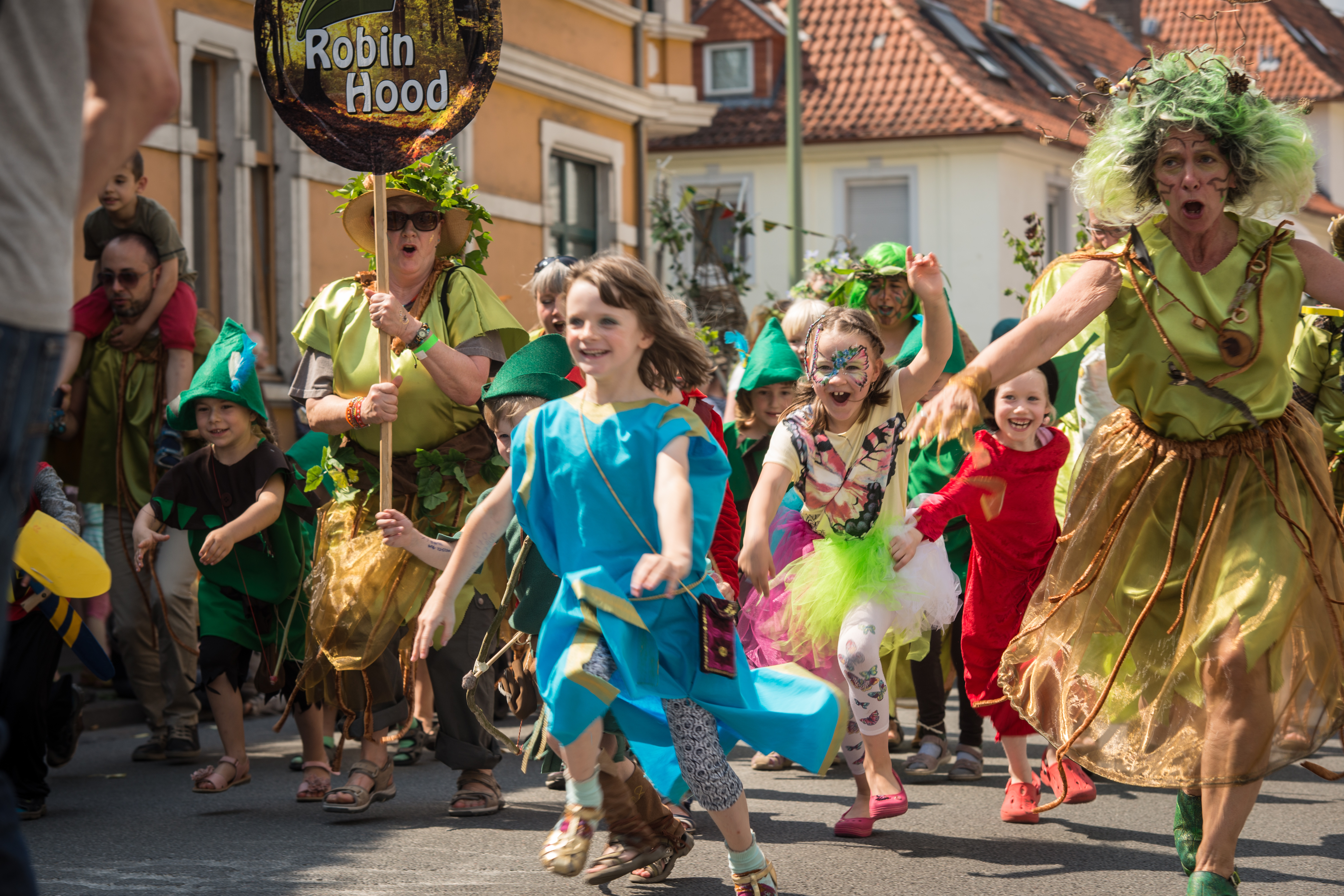
Bielefelder Carnival der Kulturen

Der Carnival der Kulturen ist eine kulturelle Großveranstaltung, die seit 1997 jährlich im ostwestfälischen Bielefeld stattfindet.

## Charakter
Der Carnival der Kulturen besteht aus einer Straßenparade und einem anschließenden Volksfest im Ravensberger Park. Die Veranstaltung soll ein Fest für ein Miteinander und kreative Weiterentwicklung in der Gesellschaft sowie für Gleichberechtigung, Dialog und Anerkennung sein. Die Akteure kommen aus allen gesellschaftlichen Bereichen, aus Vereinen, Schulen, Kindergärten und anderen Institutionen, aus der freien Musik-, Theater- und Tanzszene. Inklusive Gruppen, interkulturelle Gruppen, Kinder und Jugendliche präsentieren sich beim Carnival der Kulturen. Auch der Zuschauer wird einbezogen. 
Der Carnival ist auch ein Akt der politischen Willensäußerung, der Wunsch nach gesellschaftlicher Akzeptanz und Miteinander.
Mit der hybriden Kulturform Carnival sollen Hierarchien aufgeweicht und eine körperliche Kälte und Distanz soll ersetzt werden durch Lebensfreude, Glücksgefühle, kreative Aktionsformen Mut, auf andere Menschen zu zugehen und sie zu berühren.
Ein internationales Fest der Toleranz und der Völkerverständigung, eine Parade der Masken, Kostüme, fantastischer Installationen und durchdringende Rhythmen: Der Bielefelder Carnival der Kulturen verwandelt seit 1997 Jahr für Jahr das Bild der Stadt. Mit rund 2000 Akteuren in ca. 70 Gruppen aus der Region, dem In- und Ausland und rund 100.000 Zuschauer an den Straßen ist der Bielefelder Carnival der Kulturen ein sinnliches Erlebnis, das Menschen quer durch alle Generationen vereinigt und begeistert. Das friedliche Miteinander verschiedener Kulturen und Künste aus Ostwestfalen-Lippe und der ganzen Welt fördert ein offenes Verständnis für einen urbanen Lebensraum. Mit großem Engagement und Vielschichtigkeit leisten die Akteure sowie Organisatoren einen Beitrag, um die Welt ein bisschen offener zu machen. Der Carnival, der vom Shademakers Carnival Club und dem Welthaus Bielefeld veranstaltet wird, hat sich in den letzten Jahren zu einem gelebten Zeugnis der Toleranz, der kulturellen Vielfalt und der Interkulturalität Bielefelds entwickelt.

## Geschichte
1954 gründeten Gewerkschafter eine Vereinigung in England, die ein Garant dafür sein sollte, dass Freunde nicht länger gegeneinander Krieg führen. Über die Jahre waren es vorwiegend offizielle Delegationen und die Freundschaftsgesellschaften, die die Beziehungen aufrechterhalten haben. In den 80er Jahren begannen Künstler aus Bielefeld und Rochdale den Austausch mit jungen Menschen zu beleben. Die Gründung der Künstlergruppe A.F.T.E.R (Artists for the Environment in Rochdale) war für die Fortsetzung des Kulturaustausches zwischen beiden Städten ein signifikanter Faktor.
1990  gründete Paul Mc Laren den Verein Shademakers in Manchester mit der Schwerpunktsetzung auf Kunstprojekte im urbanen Lebensraum und die Zusammenarbeit von professionellen Künstlern und Laien. Die herkömmliche Präsentationsform von Kunst, sowie in Museen oder Galerien, langweilte ihn immer mehr. Stattdessen richtete er seine Aufmerksamkeit auf die Straße, wo man auf ein breiteres und auf brutalere Weise forderndes Publikum treffen konnte.
1993 fand das erste Treffen zwischen Uschi Dresing und Paul Mc Laren statt, was  1995  zur Gründung von Shademakers Bielefeld führte.
Im September 1994 nutzten Shademakers die Gelegenheit, um als deutsch-englische Formation ihre Großkostüme beim Wettbewerb „Carnival King and Queen of the World Competition“ im Rahmen des zweitgrößten Karnevals der Welt in Trinidads Hauptstadt Port of Spain zu präsentieren. 
1995 begann die entscheidende Phase der Konzeptentwicklung für den späteren Carnival der Kulturen. Pfingsten 1996 nahmen Shademakers am 1. Berliner Karneval der Kulturen teil. Es begann ein Informationsaustausch zwischen Bielefeld und den Veranstaltern des Berliner Karnevals und bereits ein halbes Jahr später folgte die Einladung, zum ersten Karneval der Kulturen ‘Netzwerktreffen‘ in die Berliner Werkstatt der Kulturen, an dem Künstler und Organisatoren ähnlicher Veranstaltungen aus ganz Europa teilnahmen. Nach zahlreichen Vorgesprächen fanden sich in Bielefeld, mit dem Kulturbüro und dem Welthaus geeignete Veranstaltungspartner. Nach weiteren Treffen und Diskussionen stieg das Kulturamt als Mitveranstalter ein.
Am 14. Juni  1997 um 16:00 Uhr startete die Parade mit 32 teilnehmenden Gruppen, 800 Akteuren und 15.000 Zuschauern im Bielefelder Westen. Der erste Carnival der Kulturen in Nordrhein-Westfalen war begonnen.
2019 zog sich das Welthaus als Träger des Festivals nach einem Streit um die zukünftige Ausrichtung der Veranstaltung von der Trägerschaft zurück.